# Bosnien-Hercegovina ved OL
Bosnien-Hercegovina deltog første gang i olympiske lege under sommer-OL 1992 i Barcelona og har deltaget i samtlige sommer- og vinterlege siden. Tidligere deltog udøvere fra Bosnien-Hercegovina som en del af Jugoslavien.
Bosnien-Hercegovina har aldrig vundet nogen medalje.

## Medaljeoversigt
| Bosnien-Hercegovinas medaljer under de olympiske sommerlege | Bosnien-Hercegovinas medaljer under de olympiske sommerlege | Bosnien-Hercegovinas medaljer under de olympiske sommerlege | Bosnien-Hercegovinas medaljer under de olympiske sommerlege | Bosnien-Hercegovinas medaljer under de olympiske sommerlege | Bosnien-Hercegovinas medaljer under de olympiske sommerlege |                     | Bosnien-Hercegovinas medaljer under de olympiske vinterlege | Bosnien-Hercegovinas medaljer under de olympiske vinterlege | Bosnien-Hercegovinas medaljer under de olympiske vinterlege | Bosnien-Hercegovinas medaljer under de olympiske vinterlege | Bosnien-Hercegovinas medaljer under de olympiske vinterlege | Bosnien-Hercegovinas medaljer under de olympiske vinterlege |
| Lege                                                        | Guld                                                        | Sølv                                                        | Bronze                                                      | Totalt                                                      | Rang                                                        | Lege                | Guld                                                        | Sølv                                                        | Bronze                                                      | Totalt                                                      | Rang                                                        |                                                             |
| 1920–1988                                                   | som en del af Jugoslavien                                   | som en del af Jugoslavien                                   | som en del af Jugoslavien                                   | som en del af Jugoslavien                                   | som en del af Jugoslavien                                   | 1924–1992           | som en del af Jugoslavien                                   | som en del af Jugoslavien                                   | som en del af Jugoslavien                                   | som en del af Jugoslavien                                   | som en del af Jugoslavien                                   |                                                             |
| 1992 Barcelona                                              | 0                                                           | 0                                                           | 0                                                           | 0                                                           | –                                                           | 1924–1992           | som en del af Jugoslavien                                   | som en del af Jugoslavien                                   | som en del af Jugoslavien                                   | som en del af Jugoslavien                                   | som en del af Jugoslavien                                   |                                                             |
| 1996 Atlanta                                                | 0                                                           | 0                                                           | 0                                                           | 0                                                           | –                                                           | 1994 Lillehammer    | 0                                                           | 0                                                           | 0                                                           | 0                                                           | –                                                           |                                                             |
| 2000 Sydney                                                 | 0                                                           | 0                                                           | 0                                                           | 0                                                           | –                                                           | 1998 Nagano         | 0                                                           | 0                                                           | 0                                                           | 0                                                           | –                                                           |                                                             |
| 2004 Athen                                                  | 0                                                           | 0                                                           | 0                                                           | 0                                                           | –                                                           | 2002 Salt Lake City | 0                                                           | 0                                                           | 0                                                           | 0                                                           | –                                                           |                                                             |
| 2008 Beijing                                                | 0                                                           | 0                                                           | 0                                                           | 0                                                           | –                                                           | 2006 Torino         | 0                                                           | 0                                                           | 0                                                           | 0                                                           | –                                                           |                                                             |
| 2012 London                                                 | 0                                                           | 0                                                           | 0                                                           | 0                                                           | –                                                           | 2010 Vancouver      | 0                                                           | 0                                                           | 0                                                           | 0                                                           | –                                                           |                                                             |
| 2016 Rio de Janeiro                                         | 0                                                           | 0                                                           | 0                                                           | 0                                                           | –                                                           | 2014 Sotji          | 0                                                           | 0                                                           | 0                                                           | 0                                                           | –                                                           |                                                             |
| 2020 Tokyo                                                  |                                                             |                                                             |                                                             |                                                             |                                                             | 2018 Pyeongchang    | 0                                                           | 0                                                           | 0                                                           | 0                                                           | –                                                           |                                                             |
| Totalt                                                      | 0                                                           | 0                                                           | 0                                                           | 0                                                           |                                                             | Totalt              | 0                                                           | 0                                                           | 0                                                           | 0                                                           |                                                             |                                                             |